# Supercoppa italiana 2017
La Supercoppa italiana 2017, denominata Supercoppa TIM per ragioni di sponsorizzazione, è stata la 30ª edizione della competizione disputata il 13 agosto 2017 allo stadio Olimpico di Roma. La sfida è stata disputata tra la Juventus, vincitrice della Serie A 2016-2017 e detentrice della Coppa Italia 2016-2017, e la Lazio, qualificata come finalista della coppa nazionale. A livello statistico da segnalare il quarto confronto tra le due squadre che, essendosi già affrontate nel 1998, 2013 e 2015, eguagliano il primato di Inter e Roma (avversarie nel 2006, 2007, 2008 e 2010).
A conquistare il trofeo sono stati i biancocelesti che si sono imposti sui bianconeri per 3-2. La Juventus diventa la prima squadra a perdere due edizioni consecutive del trofeo da vincitrice del campionato (per prima toccò alla Sampdoria nel 1988 e nel 1989, da detentrice della Coppa Italia), mentre la Lazio eguaglia il Milan, fino all'anno prima l'unica squadra capace di vincere la competizione in qualità di finalista perdente della Coppa Italia.

## Partecipanti
| Squadre  | Qualificazione                                                   | Partecipazioni precedenti (il grassetto indica la vittoria)                 |
| -------- | ---------------------------------------------------------------- | --------------------------------------------------------------------------- |
| Juventus | Vincitore della Serie A 2016-2017 e della Coppa Italia 2016-2017 | 12 (1990, 1995, 1997, 1998, 2002, 2003, 2005, 2012, 2013, 2014, 2015, 2016) |
| Lazio    | Finalista perdente della Coppa Italia 2016-2017                  | 6 (1998, 2000, 2004, 2009, 2013, 2015)                                      |

## Antefatti
La Juventus sfida una Lazio che non batte i bianconeri in gare ufficiali dal 2013 (semifinale di ritorno della Coppa Italia 2012-2013, edizione vinta in finale proprio dai biancocelesti nel derby capitolino) e che arriva dalla decima sconfitta consecutiva in tutte le competizioni contro i bianconeri (tra cui le due finali di Supercoppa di Lega del 2013 e del 2015).
La Juventus è ammessa alla competizione in virtù del doppio trionfo in campionato e in Coppa Italia, la Lazio in qualità di finalista perdente della coppa nazionale.

## Contesto
L'allenatore bianconero Allegri schiera la squadra con il 4-2-3-1: Buffon tra i pali, Benatia e Chiellini centrali difensivi, Alex Sandro terzino sinistro e Barzagli terzino destro; in mediana spazio per Pjanić e Khedira mentre, alle spalle del centravanti Higuaín, i tre trequartisti sono Cuadrado (a destra), Dybala (al centro) e Mandžukić (a sinistra). Inzaghi risponde con il 3-5-1-1: Strakosha tra i pali, trio di difesa composto da Wallace, de Vrij e Radu, centrocampo a cinque con Basta (a destra) e Lulić (a sinistra) sulle fasce, in regia Leiva supportato dalle due mezzali Parolo e Milinković-Savić; davanti Luis Alberto alle spalle del centravanti Immobile.

## La partita

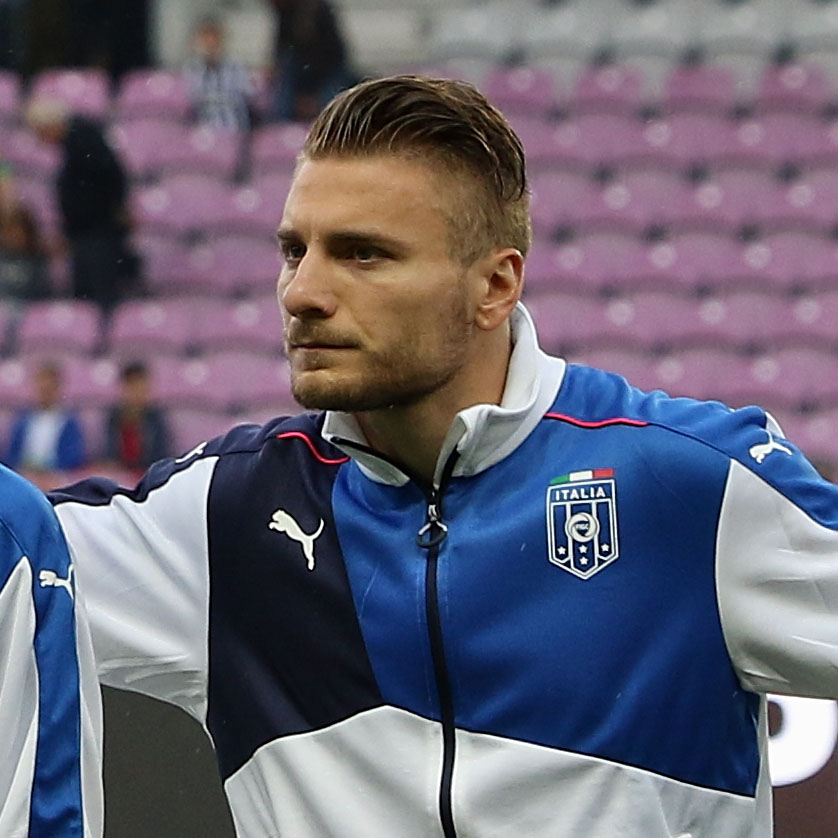
Immobile, autore di una doppietta in finale.

La partita comincia con la Juventus subito aggressiva e capace di creare tre occasioni nel giro di cinque minuti: al 2' cross di Alex Sandro per Cuadrado che, in spaccata, colpisce il palo esterno; al 3' tiro di Dybala sul primo palo; al 5' tiro di controbalzo di Higuaín. La Lazio, salvata dalle tre parate del suo portiere Strakosha, va per la prima volta al tiro con Luis Alberto all'11'. Al 29' un errore dei bianconeri favorisce un'altra occasione per la Lazio, questa volta con Milinković-Savić. Al 32' la gara si sblocca con Milinković-Savić che serve Immobile, steso in area dal portiere juventino Buffon: lo stesso Immobile realizza il calcio di rigore. Al 38' la Lazio sfiora il raddoppio, prima con l'esterno Basta e poi con un tiro dalla distanza di Leiva.
In avvio di ripresa, al 54', Parolo effettua un cross dalla destra per Immobile, che di testa segna il 2-0. La Lazio sfiora il 3-0 ancora con Immobile, ma poi è la Juventus a farsi pericolosa, prima con una punizione di Pjanić e poi con due occasioni create da Douglas Costa. Dopo un'altra occasione per i biancocelesti con Luis Alberto, la Juventus riesce a segnare due gol in cinque minuti: all'85' con una punizione di Dybala, e al 91' con un rigore trasformato dallo stesso attaccante argentino per un fallo su Alex Sandro. Al 93', però, la Lazio ha la forza di tornare nuovamente in vantaggio grazie ad uno spunto di Lukaku, che supera il suo marcatore diretto e serve al centro dell'area Murgia. Il gol del giovane centrocampista regala alla Lazio la vittoria del trofeo per la quarta volta nella sua storia.

## Tabellino
| Arbitro: | Massa (Imperia) |

|                          |           |                                       |
| Dybala 85’, 90+1’ (rig.) | Marcatori | 32’ (rig.), 54’ Immobile 90+3’ Murgia |

| Juventus | Lazio |

| Juventus:            |    |                       |     |     |
|                      |    |                       |     |     |
| P                    | 1  | Gianluigi Buffon (c)  | 31’ |     |
| D                    | 15 | Andrea Barzagli       |     |     |
| D                    | 3  | Giorgio Chiellini     |     |     |
| D                    | 4  | Medhi Benatia         |     | 56’ |
| D                    | 12 | Alex Sandro           |     |     |
| C                    | 5  | Miralem Pjanić        | 73’ |     |
| C                    | 6  | Sami Khedira          |     |     |
| A                    | 7  | Juan Cuadrado         |     | 56’ |
| A                    | 10 | Paulo Dybala          |     |     |
| A                    | 17 | Mario Mandžukić       | 52’ | 72’ |
| A                    | 9  | Gonzalo Higuaín       |     |     |
| A disposizione:      |    |                       |     |     |
| P                    | 16 | Carlo Pinsoglio       |     |     |
| P                    | 23 | Wojciech Szczęsny     |     |     |
| D                    | 2  | Mattia De Sciglio     |     | 56’ |
| C                    | 8  | Claudio Marchisio     |     |     |
| A                    | 11 | Douglas Costa         |     | 56’ |
| C                    | 22 | Kwadwo Asamoah        |     |     |
| D                    | 24 | Daniele Rugani        |     |     |
| D                    | 26 | Stephan Lichtsteiner  |     |     |
| C                    | 27 | Stefano Sturaro       |     |     |
| C                    | 30 | Rodrigo Bentancur     |     |     |
| A                    | 33 | Federico Bernardeschi |     | 72’ |
| A                    | 34 | Moise Kean            |     |     |
| Allenatore:          |    |                       |     |     |
| Massimiliano Allegri |    |                       |     |     |

| Lazio:          |    |                         |     |     |
|                 |    |                         |     |     |
| P               | 1  | Thomas Strakosha        |     |     |
| D               | 13 | Wallace                 |     |     |
| D               | 3  | Stefan de Vrij          |     |     |
| D               | 26 | Ștefan Radu             |     |     |
| C               | 6  | Lucas Leiva             | 41’ | 80’ |
| C               | 8  | Dušan Basta             |     | 74’ |
| C               | 16 | Marco Parolo            | 84’ |     |
| C               | 18 | Luis Alberto            |     |     |
| C               | 19 | Senad Lulić (c)         | 70’ | 74’ |
| A               | 21 | Sergej Milinković-Savić |     |     |
| A               | 17 | Ciro Immobile           | 89’ |     |
| A disposizione: |    |                         |     |     |
| P               | 23 | Guido Guerrieri         |     |     |
| P               | 55 | Ivan Vargić             |     |     |
| D               | 2  | Wesley Hoedt            |     |     |
| D               | 4  | Patric                  |     |     |
| D               | 5  | Jordan Lukaku           |     | 74’ |
| C               | 10 | Felipe Anderson         |     |     |
| A               | 20 | Felipe Caicedo          |     |     |
| D               | 27 | Luiz Felipe             |     |     |
| A               | 29 | Simone Palombi          |     |     |
| D               | 77 | Adam Marušić            |     | 74’ |
| C               | 88 | Davide Di Gennaro       |     |     |
| C               | 96 | Alessandro Murgia       |     | 80’ |
| Allenatore:     |    |                         |     |     |
| Simone Inzaghi  |    |                         |     |     |